# Skyline-Ganipa (Nuevo México)
Skyline-Ganipa es un lugar designado por el censo ubicado en el condado de Cíbola en el estado estadounidense de Nuevo México. En el Censo de 2010 tenía una población de 1224 habitantes y una densidad poblacional de 76,78 personas por km².

## Geografía
Skyline-Ganipa se encuentra ubicado en las coordenadas 35°1′58″N 107°36′50″O / 35.03278, -107.61389. Según la Oficina del Censo de los Estados Unidos, Skyline-Ganipa tiene una superficie total de 15.94 km², de la cual 15.94 km² corresponden a tierra firme y (0%) 0 km² es agua.

## Demografía
Según el censo de 2010, había 1224 personas residiendo en Skyline-Ganipa. La densidad de población era de 76,78 hab./km². De los 1224 habitantes, Skyline-Ganipa estaba compuesto por el 0.57% blancos, el 0.25% eran afroamericanos, el 97.39% eran amerindios, el 0% eran asiáticos, el 0% eran isleños del Pacífico, el 0.33% eran de otras razas y el 1.47% pertenecían a dos o más razas. Del total de la población el 2.04% eran hispanos o latinos de cualquier raza.